# 아르노비우스

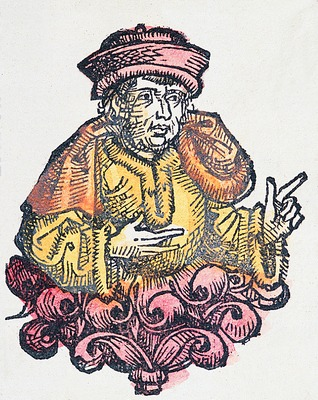

아르노비우스(Arnobius, ~ 330년경)는 디오클레티아누스 치하(284년 ~ 305년)동안 활동한, 베르베르 태생의 초기 기독교 변증학자이다. 히에로니무스의 연대기에 따르면, 아르노비우스는 개종하기 전 아프리카 속주의 주요 기독교 중심지 시카베네리아(튀니지 엘케프)의 수훈이 있는 누미디아 수사학자였으며, 예지몽을 꾼 뒤 개종하게 되었다. 아르노비우스는 현존하는 그의 책에서 꿈을 무시하듯 서술하였는데, 아마도 히에로니무스가 꿈의 내용에 대한 자신의 경의를 표한 것으로 보인다. 히에로니무스에 따르면, 그는 자신의 기독교 신앙의 진지함에 대한 지역 주교의 의심을 극복하기 위해 일곱 권의 책에 사죄의 작품을 실었고,(IV:36에 근거해 303년경으로 추정) 성 히에로니무스는 이를 Adversus Gentes라고 칭했는데, 현존하는 유일한 (9세기) 원고의 제목은 Adversus Nationes로 되어있다. 히에로니무스의 참고 문헌에 따르면, 락탄티우스는 아르노비우스의 제자였고, 현존하는 그의 논문들은 모두 아르노비우스에 관한 것이다.

## 참고 문헌
- 〈Arnobius〉. 《Encyclopædia Britannica》. 1911.
- Borgeaud, Philippe; Hochroth, Lysa, translator (2005). 《Mother of the Gods: from Cybele to the Virgin Mary》. Johns Hopkins University Press. ISBN 0-8018-7985-X. (draws extensively on Arnobius)
- Shahan, Thomas J. (1913). 〈Arnobius〉. 《가톨릭 백과사전》. 뉴욕: 로버트 애플턴 사.
- Simmons, Michael Bland (1996). 《Arnobius of Sicca: Religious Conflict and Competition in the Age of Diocletian》. Oxford University Press. ISBN 0-19-814913-1. 유일한 현대의 연구.
- 본 문서에는 현재 퍼블릭 도메인에 속한 1913년 가톨릭 백과사전의 내용을 기초로 작성된 내용이 포함되어 있습니다.